# Qatar Ladies Open
Qatar Ladies Open, oficiálně Qatar TotalEnergies Open, je profesionální tenisový turnaj žen hraný v katarské metropoli Dauhá, který byl založen v roce 2001. Koná se v únoru na otevřených dvorcích s tvrdým povrchem Mezinárodního tenisového a squashového komplexu chalífy. 
Na okruhu WTA Tour se v roce 2024 stal s dalším arabským turnajem Dubai Tennis Championships trvalou součástí kategorie WTA 1000. Skončila tak jejich cirkulace mezi WTA 1000 a WTA 500, respektive předchozími kategoriemi Premier 5 a Premier.
Titulárním sponzorem a strategickým partnerem ženského Qatar Ladies Open a mužského Qatar ExxonMobil  Open se v roce 2023 stala katarská bankovní skupina QNB Group (Qatar National Bank).

## Historie
Premiérový ročník 2001 se uskutečnil pod názvem Qatar Total FinaElf Open s dotací 170 tisíc dolarů. Řadil se do kategorie Tier III, z níž v roce 2004 postoupil do vyšší úrovně Tier II. To se odrazilo v navýšení odměn na 600 tisíc dolarů a v ročníku 2007 na částku 1,34  milionu dolarů. V sezóně 2008 se katarská událost zařadila do úrovně Tier I s rozpočtem 2,5 milionu dolarů. V letech 2009 a  2010 se turnaj nekonal kvůli dauhaskému pořadatelství závěrečné události sezóny – Turnaji mistryň.
Obnovení proběhlo v sezóně 2011, kdy patřil do kategorie Premier 700 s dotací 721 tisíc dolarů a formátem třiceti dvou singlistek a šestnácti párů. V sezóně 2012 postoupil do úrovně WTA Premier 5, také vzhledem k účasti sedmi hráček z první světové desítky v předchozím ročníku a své historii. Ve vyšší kategorii vzrostl i počet startujících na padesát šest singlistek a dvacet šest deblových párů.
Nejvyšší počet tří singlových titulů vyhrála Iga Świąteková, která ovládla tři ročníky v řadě. Qatar Open 2013 a 2024 se staly prvními dvěma turnaji na okruhu WTA Tour ve 21. století, na nichž si čtvrtfinále zahrály jen grandslamové finalistky.

## Kategorie
- 2001–2003: Tier III
- 2004–2007: Tier II
- 2008: Tier I
- 2011: Premier
- 2012–2014: Premier 5
- 2015: Premier
- 2016: Premier 5
- 2017: Premier
- 2018: Premier 5
- 2019: Premier
- 2020: Premier 5
- 2021: WTA 500
- 2022: WTA 1000
- 2023: WTA 500
- od 2024: WTA 1000

## Přehled finále

### Dvouhra
| Rok  | vítězka                   | finalistka             | výsledek           |
| ---- | ------------------------- | ---------------------- | ------------------ |
| 2001 | Martina Hingisová         | Sandrine Testudová     | 6–3, 6–2           |
| 2002 | Monika Selešová           | Tamarine Tanasugarnová | 7–6(8–6), 6–3      |
| 2003 | Anastasija Myskinová      | Jelena Lichovcevová    | 6–3, 6–1           |
| 2004 | Anastasija Myskinová (2)  | Světlana Kuzněcovová   | 4–6, 6–4, 6–4      |
| 2005 | Maria Šarapovová          | Alicia Moliková        | 4–6, 6–1, 6–4      |
| 2006 | Naděžda Petrovová         | Amélie Mauresmová      | 6–3, 7–5           |
| 2007 | Justine Heninová          | Světlana Kuzněcovová   | 6–4, 6–2           |
| 2008 | Maria Šarapovová (2)      | Věra Zvonarevová       | 6–1, 2–6, 6–0      |
| 2009 | turnaj se nekonal         | turnaj se nekonal      | turnaj se nekonal  |
| 2010 | turnaj se nekonal         | turnaj se nekonal      | turnaj se nekonal  |
| 2011 | Věra Zvonarevová          | Caroline Wozniacká     | 6–4, 6–4           |
| 2012 | Viktoria Azarenková       | Samantha Stosurová     | 6–1, 6–2           |
| 2013 | Viktoria Azarenková (2)   | Serena Williamsová     | 7–6(8–6), 2–6, 6–3 |
| 2014 | Simona Halepová           | Angelique Kerberová    | 6–2, 6–3           |
| 2015 | Lucie Šafářová            | Viktoria Azarenková    | 6–4, 6–3           |
| 2016 | Carla Suárezová Navarrová | Jeļena Ostapenková     | 1–6, 6–4, 6–4      |
| 2017 | Karolína Plíšková         | Caroline Wozniacká     | 6–3, 6–4           |
| 2018 | Petra Kvitová             | Garbiñe Muguruzaová    | 3–6, 6–3, 6–4      |
| 2019 | Elise Mertensová          | Simona Halepová        | 3–6, 6–4, 6–3      |
| 2020 | Aryna Sabalenková         | Petra Kvitová          | 6–3, 6–3           |
| 2021 | Petra Kvitová (2)         | Garbiñe Muguruzaová    | 6–2, 6–1           |
| 2022 | Iga Świąteková            | Anett Kontaveitová     | 6–2, 6–0           |
| 2023 | Iga Świąteková (2)        | Jessica Pegulaová      | 6–3, 6–0           |
| 2024 | Iga Świąteková (3)        | Jelena Rybakinová      | 7–6(10–8), 6–2     |
| 2025 | Amanda Anisimová          | Jeļena Ostapenková     | 6–4, 6–3           |

### Čtyřhra
| Rok  | vítězky                                       | finalistky                                       | výsledek          |
| ---- | --------------------------------------------- | ------------------------------------------------ | ----------------- |
| 2001 | Sandrine Testudová Roberta Vinciová           | Kristie Boogertová Miriam Oremansová             | 7–5, 7–6(7–4)     |
| 2002 | Janette Husárová Arantxa Sánchezová Vicariová | Alexandra Fusaiová Caroline Visová               | 6–3, 6–3          |
| 2003 | Janet Leeová Wynne Prakusjová                 | María Ventová-Kabchiová Angelique Widjajaová     | 6–1, 6–3          |
| 2004 | Světlana Kuzněcovová Jelena Lichovcevová      | Janette Husárová Conchita Martínezová            | 7–6(7–4), 6–2     |
| 2005 | Alicia Moliková Francesca Schiavoneová        | Cara Blacková Liezel Huberová                    | 6–3, 6–4          |
| 2006 | Daniela Hantuchová Ai Sugijamová              | Li Ting Sun Tchien-tchien                        | 6–4, 6–4          |
| 2007 | Martina Hingisová Maria Kirilenková           | Ágnes Szávayová Vladimíra Uhlířová               | 6–1, 6–1          |
| 2008 | Květa Peschkeová Rennae Stubbsová             | Cara Blacková Liezel Huberová                    | 6–1, 5–7, [10–7]  |
| 2009 | turnaj se nekonal                             | turnaj se nekonal                                | turnaj se nekonal |
| 2010 | turnaj se nekonal                             | turnaj se nekonal                                | turnaj se nekonal |
| 2011 | Květa Peschkeová Katarina Srebotniková        | Naděžda Petrovová Liezel Huberová                | 7–5, 6–7, [10–8]  |
| 2012 | Liezel Huberová Lisa Raymondová               | Raquel Kopsová-Jonesová Abigail Spearsová        | 6–3, 6–1          |
| 2013 | Sara Erraniová Roberta Vinciová               | Naděžda Petrovová Katarina Srebotniková          | 2–6, 6–3, [10–6]  |
| 2014 | Sie Šu-wej Pcheng Šuaj                        | Květa Peschkeová Katarina Srebotniková           | 6–4, 6–0          |
| 2015 | aquel Kopsová-Jonesová Abigail Spearsová      | Sie Šu-wej Sania Mirzaová                        | 6–4, 6–4          |
| 2016 | Čan Chao-čching Čan Jung-žan                  | Sara Erraniová Carla Suárezová Navarrová         | 6–3, 6–3          |
| 2017 | Abigail Spearsová Katarina Srebotniková       | Olga Savčuková Jaroslava Švedovová               | 6–3, 7–6(9–7)     |
| 2018 | Gabriela Dabrowská Jeļena Ostapenková         | Andreja Klepačová María José Martínez Sánchezová | 6–3, 6–3          |
| 2019 | Čan Chao-čching Latisha Chan                  | Anna-Lena Grönefeldová Demi Schuursová           | 6–1, 3–6, [10–6]  |
| 2020 | Sie Šu-wej (2) Barbora Strýcová               | Gabriela Dabrowská Jeļena Ostapenková            | 6–2, 5–7, [10–2]  |
| 2021 | Nicole Melicharová Demi Schuursová            | Monica Niculescuová Jeļena Ostapenková           | 6–2, 2–6, [10–8]  |
| 2022 | Coco Gauffová Jessica Pegulaová               | Veronika Kuděrmetovová Elise Mertensová          | 3–6, 7–5, [10–5]  |
| 2023 | Coco Gauffová (2) Jessica Pegulaová (2)       | Ljudmyla Kičenoková Jeļena Ostapenková           | 6–4, 2–6, [10–7]  |
| 2024 | Demi Schuursová (2) Luisa Stefaniová          | Caroline Dolehideová Desirae Krawczyková         | 6–4, 6–2          |
| 2025 | Sara Erraniová (2) Jasmine Paoliniová         | Ťiang Sin-jü Wu Fang-sien                        | 7–5, 7–6(12–10)   |

## Rekordy
| Ženská dvouhra             | Ženská dvouhra   | Ženská dvouhra                                   |
| Rekord                     | Rekord           | držitelky rekordu                                |
| -------------------------- | ---------------- | ------------------------------------------------ |
| Nejvíce titulů             | 3                | Iga Świąteková                                   |
| Nejvíce titulů ve WTA 1000 | 2                | Viktoria Azarenková Iga Świąteková               |
| Nejvíce finále             | 3                | Viktoria Azarenková Petra Kvitová Iga Świąteková |
| Nejvíce vyhraných zápasů   | 22               | Viktoria Azarenková Petra Kvitová                |
| Nejvíce odehraných zápasů  | 27               | Viktoria Azarenková                              |
| Nejstarší vítězka          | 30 let a 363 dní | Petra Kvitová (2021)                             |
| Nejstarší finalistka       | 31 let a 144 dní | Serena Williamsová (2013)                        |
| Nejmladší vítězka          | 17 let a 313 dní | Maria Šarapovová (2005)                          |
| Nejmladší finalistka       | 17 let a 313 dní | Maria Šarapovová (2005)                          |
| Maximum kvalifikantky      | semifinále       | Jessica Pegulaová (2021)                         |

Vysvětlivky
1. ↑  Dalšími dvěma teenagerkami ve finále, před dovršením 20 let, byly Světlana Kuzněcovová (2004) a Jeļena Ostapenková (2016).

## Galerie

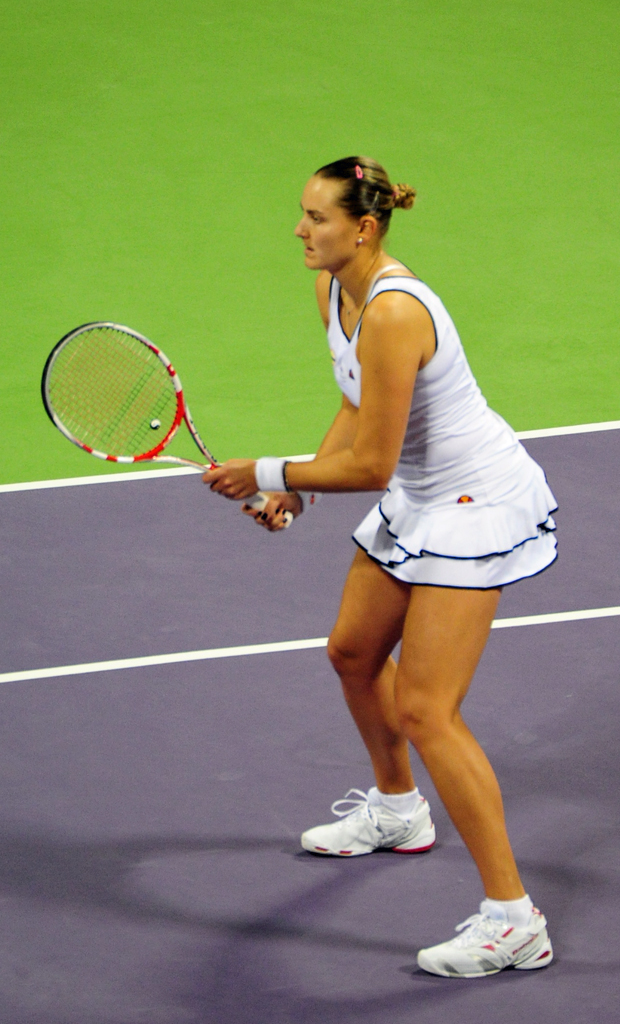
Naděžda Petrovová, 2011
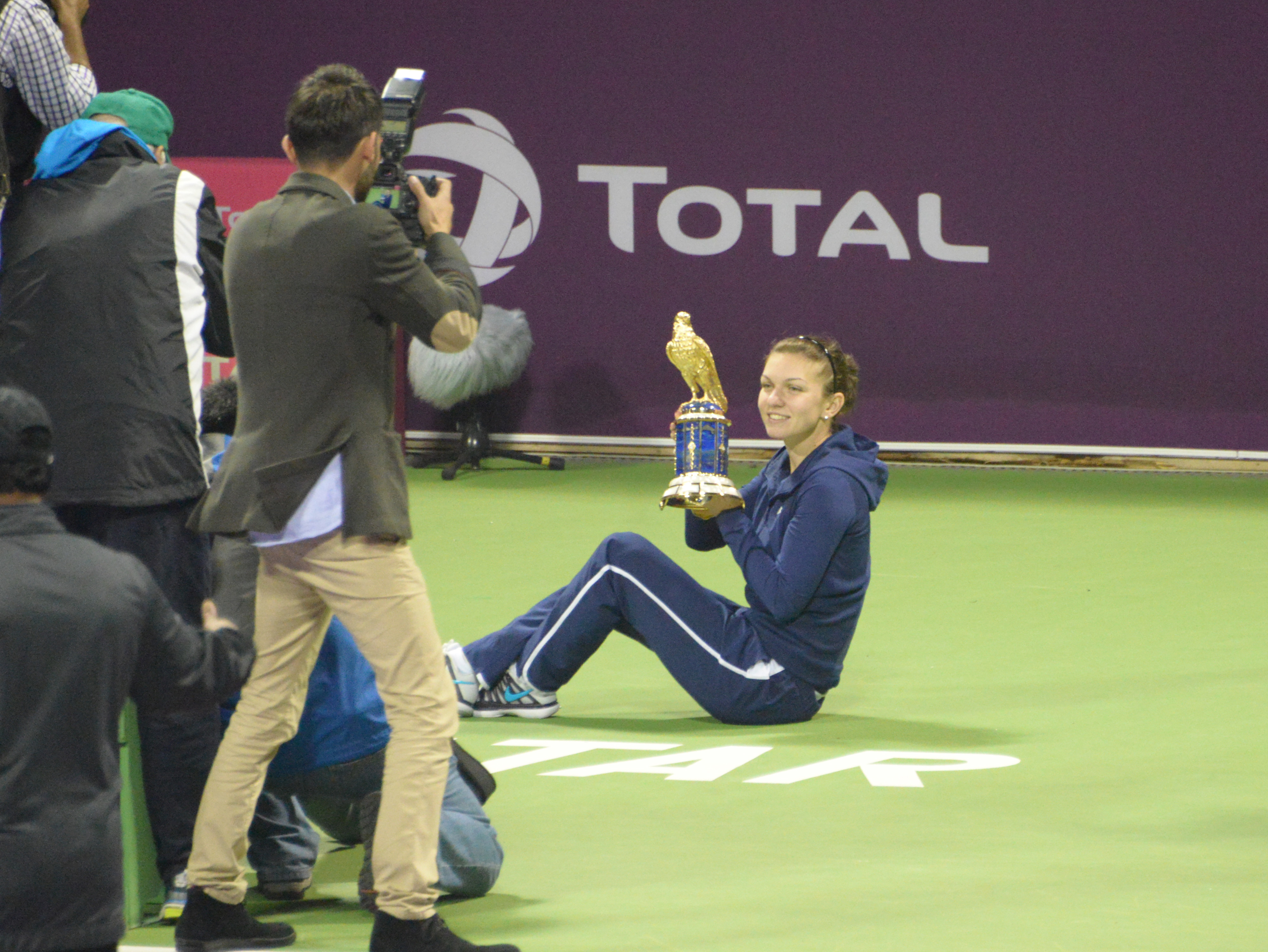
Simona Halepová s trofejí, 2014
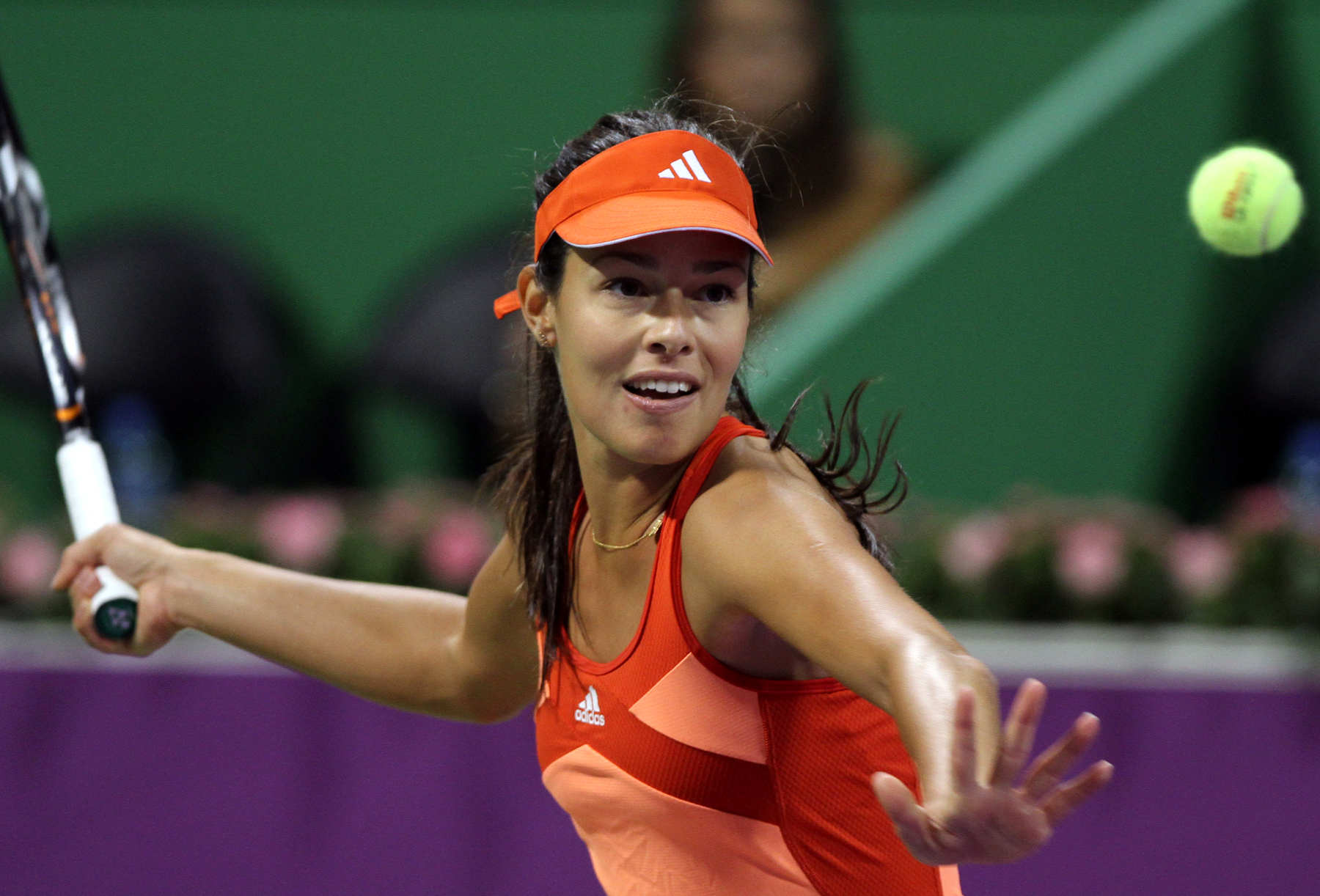
Ana Ivanovićová, 2013
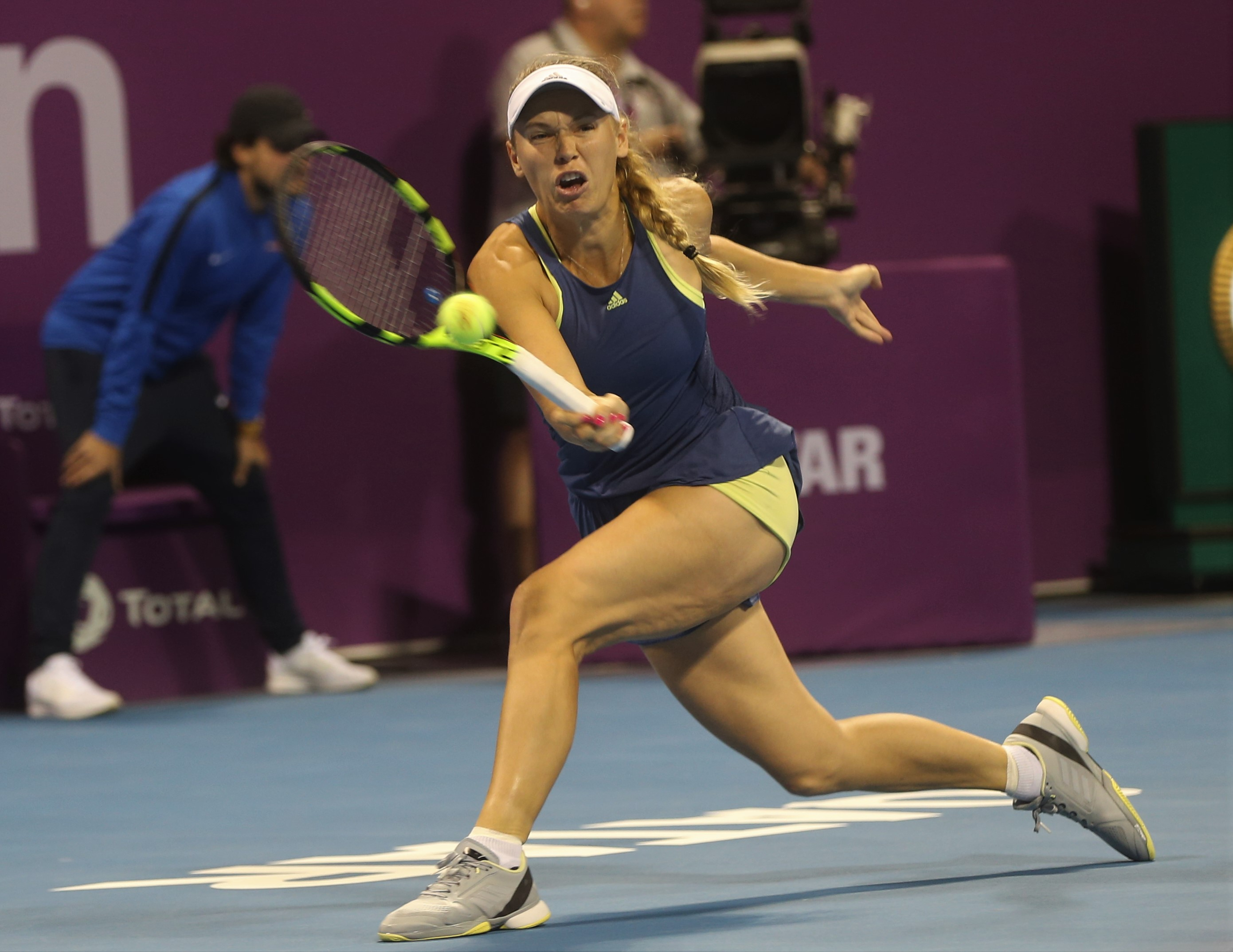
Caroline Wozniacká, 2018